# نمران (بني مطر)

تعديل مصدري - تعديل

نمران هي إحدى قرى عزلة ديان بمديرية بني مطر التابعة لمحافظة صنعاء، بلغ تعداد سكانها 798 نسمة حسب تعداد اليمن لعام 2004.